# منتخب الفلبين لكرة السلة للسيدات
منتخب الفلبين الوطني لكرة السلة للسيدات (بالإنجليزية: Philippines women's national basketball team) هو ممثل الفلبين الرسمي في المنافسات الدولية في كرة السلة للسيدات.